# Wizytator apostolski
Wizytator apostolski – delegat papieża zwykle w randze co najmniej biskupa, wysyłany w celu zbadania sytuacji w wybranej diecezji, instytucji kościelnej lub w danym kraju. Wyposażony jest w specjalne i szerokie kompetencje, a ponadto odpowiada tylko przed papieżem. Zadaniem wizytatora jest zwykle opracowanie raportu, który zostanie następnie przedstawiony Stolicy Apostolskiej i stanowić będzie podstawę do podjęcia dalszych kroków. Wizytator apostolski niekiedy otrzymuje prawo do podejmowania w sposób autonomiczny natychmiastowych działań w przypadku zaistnienia poważnych problemów. Bywa też, że wizytator apostolski pełni rolę ordynariusza dla wiernych pozbawionych własnego biskupa lub mających utrudniony kontakt z własną hierarchią.  

## Przykłady wizytatorów apostolskich
- Andrzej Jacek Longhin – wizytator apostolski w Padwie i Udine
- Henryk Hoser – wizytator apostolski w Rwandzie (1994–1996) oraz w Medziugorie (2018–2021[1])
- Johannes Schwalke – wizytator apostolski (1975–2000) dla wiernych diecezji warmińskiej (następnie archidiecezji), przebywających poza jej granicami (głównie Niemców warmińskich)
- Boļeslavs Sloskāns – wizytator apostolski dla katolików białoruskich w Europie Zachodniej (1952–1981)
- Iwan Buczko – wizytator apostolski dla grekokatolików w Europie Zachodniej
- Achille Ratti – wizytator apostolski w Polsce (od kwietnia 1918), następnie nuncjusz apostolski
- Jan Sergiusz Gajek – wizytator apostolski dla wiernych Kościoła greckokatolickiego na Białorusi
- Klaus Küng – wizytator apostolski dla diecezji St. Pölten powołany w celu zbadania sytuacji po głośnym skandalu obyczajowym w seminarium duchownym (2004)
- Rami Flaviano Al-Kabalan – wizytator apostolski dla wiernych Kościoła syryjskokatolickiego mieszkających w Zachodniej Europie
- Ricardo Blázquez – jeden z wizytatorów apostolskich prowadzących kontrolę w zgromadzeniu Legion Chrystusa
- Sad Sirub – wizytator apostolski dla Chaldejczyków mieszkających w Europie